# AlphaTheta

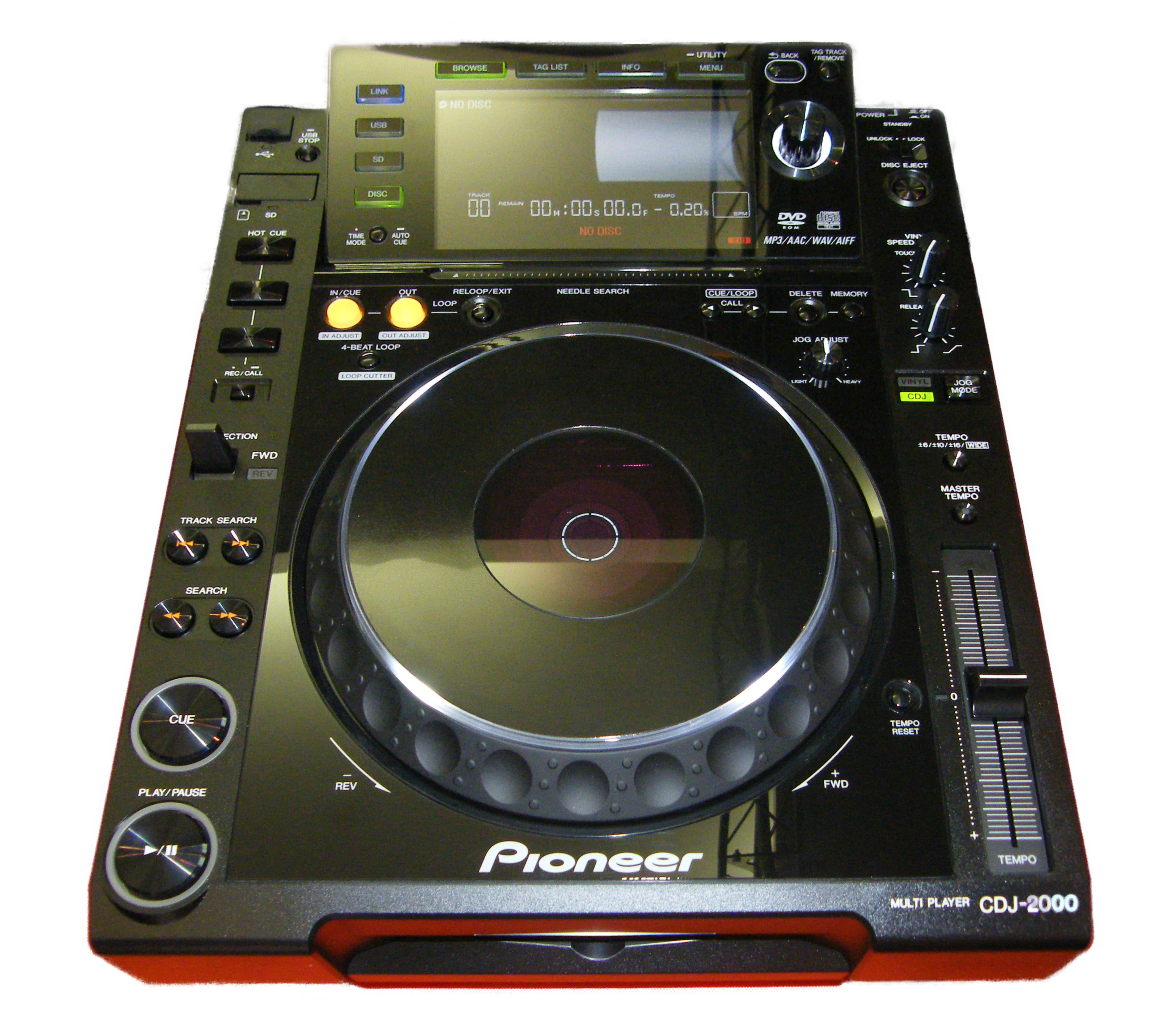
CDJ-2000 (2009–2016)

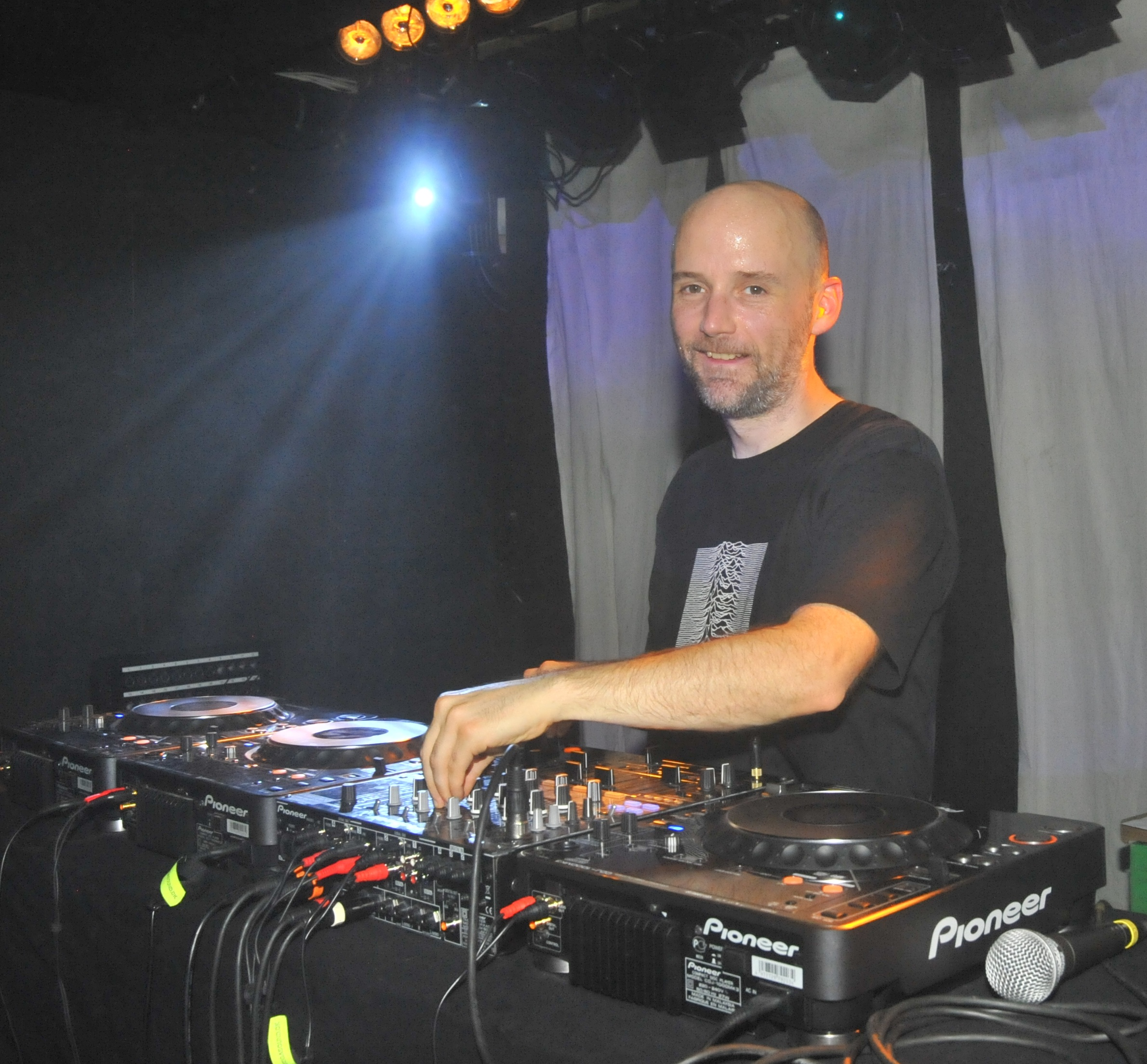
Der Musiker Moby mit drei CDJ-Playern und einem Mischpult bei einem Auftritt 2009.

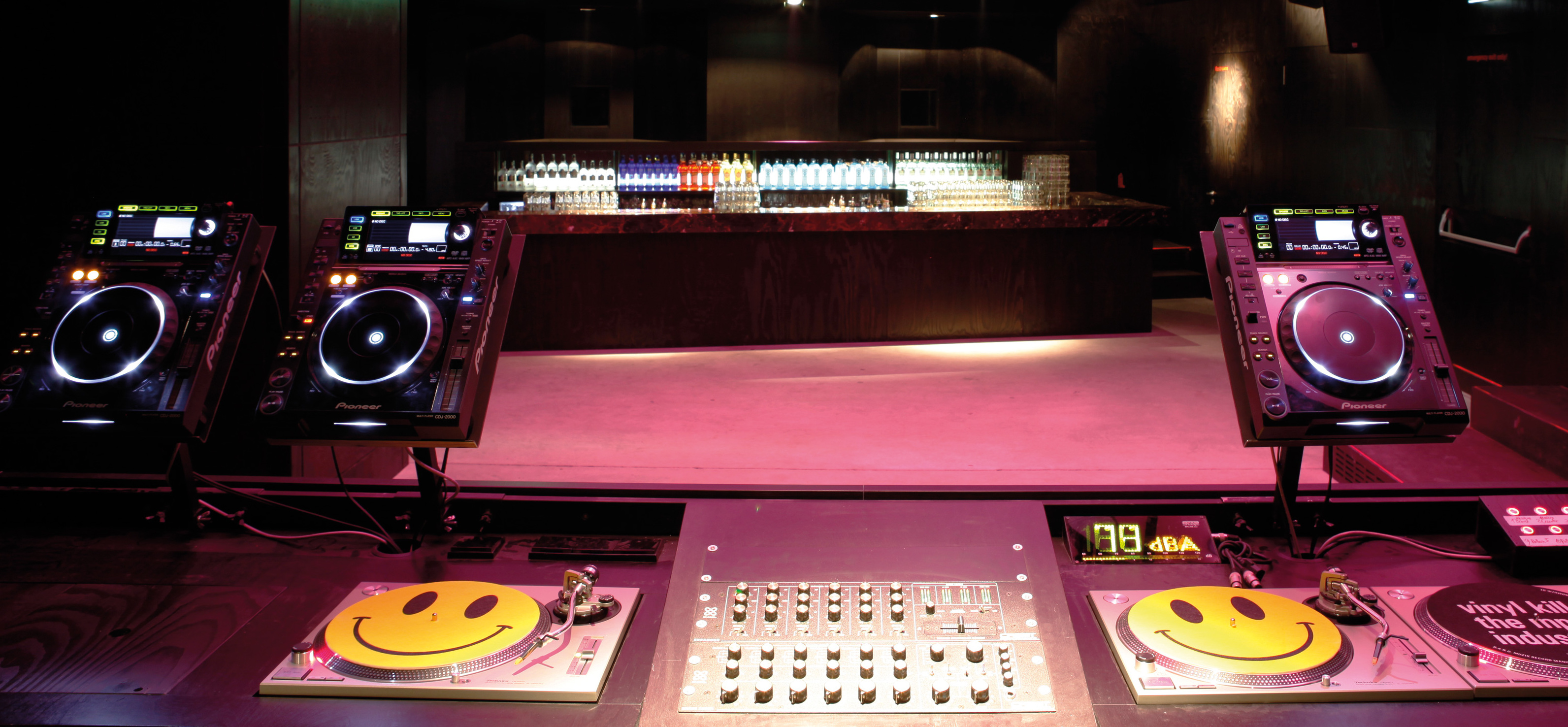
DJ-Kanzel des ehemaligen Techno-Clubs Bob Beaman mit drei Pioneer CDJ-2000 und drei Schallplattenspielern

AlphaTheta, ehemals und noch weithin bekannt als Pioneer DJ, ist eine Marke, unter welcher der japanische Elektronikkonzern Pioneer Hardwareprodukte und zugehörige Software speziell für DJs vermarktet. Seit 2022 gehört die Marke der AlphaTheta Corporation, die ihrerseits zur japanischen Noritsu Koki Co. gehört, die Änderung des Vermarktungsnamens erfolge im Januar 2024.
Die Standardausrüstung besteht dabei aus zwei CDJ-Playern und einem DJM-Mixer. Manchmal werden auch drei oder vier CDJ-Player verwendet.
Bereits in den 1990er Jahren erschienen erste CDJ-Player in einfachster Ausstattung, welche in der Lage waren, Musik von Compact Discs zu verarbeiten. Der Fortschritt und Funktionsumfang dieser Serie, wie auch der DJM-Mixer-Serie entwickelte sich über die Jahre immer weiter. Neben der Verarbeitung von auf Massenspeicher-Medien hinterlegter Musik etablierte sich im Laufe der Zeit immer mehr auch die Arbeit mit DJ-Programmen.
Ab den späten 2010er Jahren übernahmen mehr und mehr auch DJ-Controller eine wichtige Hauptrolle, welche vom Wesen her zwei CDJ-Player und einen DJM-Mixer in der Mitte in einem All-in-One-Gerät vereinigen. Diese werden bei Pioneer DJ unter den Serien DDJ (Funktion nur mit angeschlossenem Computer und installiertem DJ-Programm) und XDJ (Funktion auch als Standalone-Gerät ohne angeschlossenen Computer durch Zugriff auf einen USB-Stick möglich) geführt. Die meisten dieser Controller verfügen über so genannte Performance-Pads unterhalb der beiden Jogwheels, worunter vier oder acht meist gummierte, druckempfindliche Tasten zu verstehen sind, welche individuelle Zusatzfunktionen auf Knopfdruck aktivieren können. Die CDJ-Player bieten dieses Extra bisweilen nicht.
Eine Neuheit bei den Modellen DDJ-800, DDJ-1000 und XDJ-XZ sind die sogenannten On-Jog-Displays, die wichtige Informationen in einem LCD-Bildschirm in der Mitte des Jogwheels anzeigen können. Auch beim neuesten CDJ-3000-Turntable wurden diese verbaut.

## CDJ-Player (Auszug)

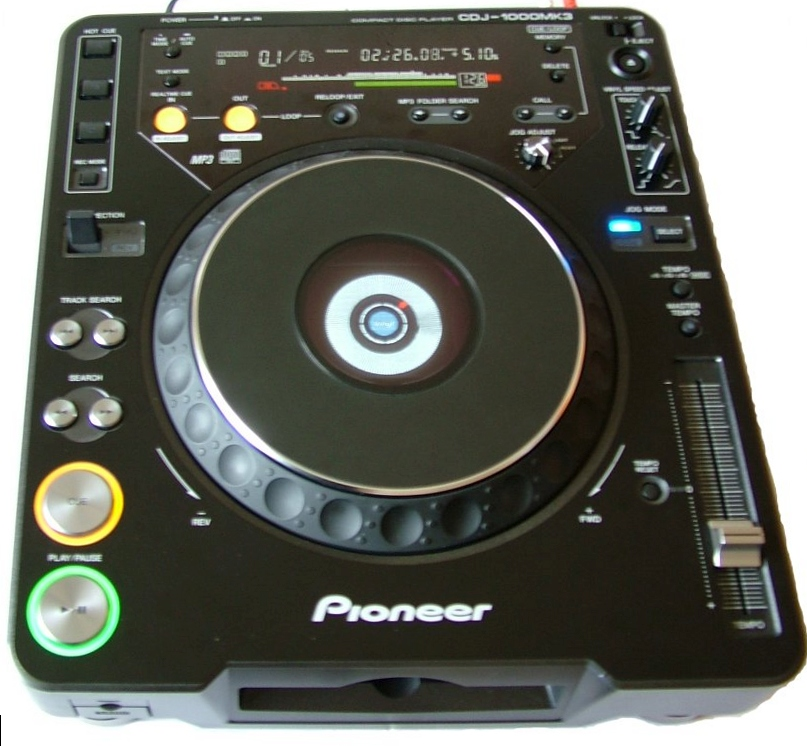
CDJ-1000MK3 (2006)

| Bezeichnung | Erscheinungsjahr |
| ----------- | ---------------- |
| CDJ-400     | 2007             |
| CDJ-800     | 2002             |
| CDJ-900     | 2009             |
| CDJ-1000    | 2001             |
| CDJ-350     | 2010             |
| CDJ-850     | 2010             |
| CDJ-2000    | 2009–2016 (NXS2) |
| CDJ-3000    | 2020             |

## DJM-Mixer (Auszug)
| Bezeichnung          | Anzahl der Kanäle | Erscheinungsjahr |
| -------------------- | ----------------- | ---------------- |
| DJM-250              | 2                 | 2011 - ?         |
| DJM-250MK2           | 2                 | 2017             |
| DJM-300              | 2                 | 1998- ?          |
| DJM-300S             | 2                 |                  |
| DJM-350              | 2                 | 2010 - present   |
| DJM-400              | 2                 | 2006 - ?         |
| DJM-400 LIMITED      | 2                 |                  |
| DJM-450              | 2                 | 2017 - present   |
| DJM-500              | 4                 | 1996 - ?         |
| DJM-600              | 4                 | 1998 - ?         |
| DJM-600S             | 4                 | 2002 - ?         |
| DJM-700              | 4                 | 2007 - ?         |
| DJM-707              | 2                 | 2004 - ?         |
| DJM-750              | 4                 | 2013 - 2018      |
| DJM-750MK2           | 4                 | 2017 - present   |
| DJM-800              | 4                 | 2006 - ?         |
| DJM-850              | 4                 | 2012 - ?         |
| DJM-900NEXUS LIMITED | 4                 |                  |
| DJM-900NXS           | 4                 | 2011–2016        |
| DJM-900NXS2          | 4                 | 2016 - present   |
| DJM-900SRT           | 4                 |                  |
| DJM-909              | 2                 | 2004 - ?         |
| DJM-1000             | 6                 | 2005 - ?         |
| SVM-1000             | 4                 | 2008 - ?         |
| DJM-2000             | 4                 | 2010 - ?         |
| DJM-2000NXS          | 4                 | 2012 - ?         |
| DJM-TOUR1            | 4                 |                  |
| DJM-3000             | 4                 | 2001 - ?         |
| DJM-5000             | 4                 | 2009 - ?         |
| DJM-T1               | 2                 |                  |
| DJM-S3               | 2                 |                  |
| DJM-S7               | 2                 |                  |
| DJM-S9               | 2                 | 2015–2020        |
| DJM-S9-N             | 2                 |                  |
| DJM-V10              | 6                 | 2020 - present   |
| DJM-S11              | 2                 | 2020 - present   |
| DJM-A9               | 4                 | 2023             |

## DJ-Controller (Auszug)

### DDJ-Serie

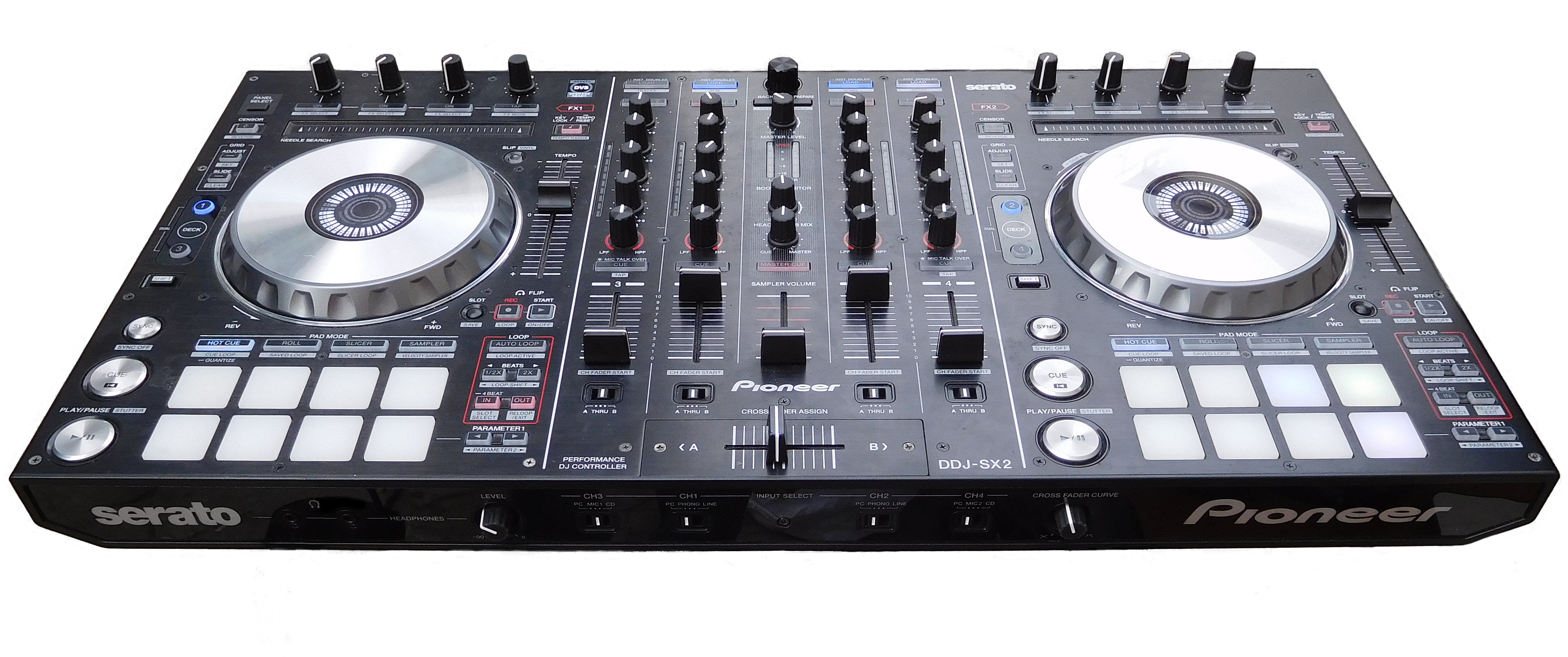
DJ-Controller DDJ-SX2, 2014

| Bezeichnung    | Anzahl der Kanäle | Erscheinungsjahr |
| -------------- | ----------------- | ---------------- |
| DDJ-200        | 2                 |                  |
| DDJ-400        | 2                 | 2018             |
| DDJ-800        | 2                 | 2019             |
| DDJ-1000 (SRT) | 4                 | 2018             |
| DDJ-RZ(X)      | 4                 |                  |
| DDJ-FLX4       | 2                 | 2022             |
| DDJ-FLX6       | 4                 | 2020             |
| DDJ-FLX10      | 4                 | 2023             |

### XDJ-Serie
| Bezeichnung | Anzahl der Kanäle | Erscheinungsjahr |
| ----------- | ----------------- | ---------------- |
| XDJ-RX      | 2                 | 2015 ?           |
| XDJ-RX2     | 2                 | 2017             |
| XDJ-RR      | 2                 | 2016             |
| XDJ-XZ      | 4                 | 2019             |
| XDJ-RX3     | 2                 | 2021             |
| XDJ-AZ      | 4                 | 2024             |

### REV-Serie
| Bezeichnung | Anzahl der Kanäle | Erscheinungsjahr |
| ----------- | ----------------- | ---------------- |
| DDJ-REV1    | 2                 | ?                |
| DDJ-REV5    | 2                 | ?                |
| DDJ-REV7    | 2                 | ?                |